# Here We Go (Trina)
Here We Go è un singolo di Trina del 2005 estratto dal terzo album in studio di Trina Glamorest Life pubblicato il 4 ottobre 2005.
Il brano vede la partecipazione della cantante Kelly Rowland.

## Classifiche
| Classifica (2005)         | Posizione massima |
| ------------------------- | ----------------- |
| Finlandia                 | 17                |
| Nuova Zelanda             | 15                |
| Regno Unito               | 15                |
| Stati Uniti               | 17                |
| Stati Uniti (Pop)         | 26                |
| Stati Uniti (R&B/Hip-Hop) | 8                 |
| Stati Uniti (Rap)         | 3                 |